# 640
Évszázadok: 6. század – 7. század – 8. század
Évtizedek: 590-es évek – 600-as évek – 610-es évek – 620-as évek – 630-as évek – 640-es évek – 650-es évek – 660-as évek – 670-es évek – 680-as évek – 690-es évek
Évek: 635 – 636 – 637 – 638 –  639 – 640 – 641 – 642 – 643 – 644 – 645

## Események

### Európa
- Meghal Landeni Pippin, a frank Austrasia majordomusa, aki a kiskorú III. Sigebert mellett kormányozza az országot. Posztját az egyik magas rangú udvaronc fia, Otto örökli.
- A legenda szerint Lydéric párbajban megöli apja gyilkosát, Phinaertet és a tőle elvett földön megalapítja Lille városát.
- Meghal Eadbald, Kent királya. Utóda fia, Eorcenberht (esetleg bátyjával, Eormenreddel közösen).
- Hérakleiosz bizánci császár másfél év után végre jóváhagyja Severinus pápa megválasztását, így az elfoglalhatja székét. Két hónappal később azonban Severinus meghal. Négy hónappal később megválasztják utódját, IV. Ioannest, akit a beteg és öreg császár helyett a ravennai exarkhón hagy jóvá. Ioannes elődjéhez hasonlóan elutasítja és eretnekségnek nyilvánítja a Konstantinápoly által erőltetett monothelétizmust.

### Arab Birodalom
- Amr ibn al-Ász folytatja egyiptomi hadjáratát. A Nílus deltájában ostromzár alá veszi Babülón erődjét, amely hét hónapos ostrom után, decemberben kapitulál. Időközben a bizánciak felmentő sereget küldenek, amelyet Amr a heliopoliszi csatában megfutamít. Kürosz alexandriai pátriárka és egyiptomi kormányzó felajánlja Felső-Egyiptomot az araboknak, de a császár nem engedélyezi a békeszerződést.

### Kína
- Tang Taj-cung császár hadjáratot indít a korábban kínai vazallus, de a nyugati türkökkel szövetkező Tarim-medencei oázisváros, Kaocsang ellen. Mivel türk segítség nem érkezik, Kaocsang királya megadja magát, városát pedig kínai fennhatóság alá helyezve annektálják.

## Születések
- Al-Ahtal, arab költő
- Szent Kilián, ír hittérítő
- Músza ibn Nuszajr, arab hadvezér
- Wulfhere, merciai király

## Halálozások
- február 27. – Landeni Pippin, frank majordomus
- augusztus 2. – Szeverin pápa[1]
- Eadbald, Kent királya
- Metzi Arnulf, frank püspök és politikus
- Bilál ibn Ribáh, Mohamed híve, az első müezzin

## Fordítás
- Ez a szócikk részben vagy egészben  a(z)   640 című angol Wikipédia-szócikk ezen változatának fordításán alapul.  Az eredeti cikk szerkesztőit annak laptörténete sorolja fel. Ez a jelzés csupán a megfogalmazás eredetét és a szerzői jogokat jelzi, nem szolgál a cikkben szereplő információk forrásmegjelöléseként.